# Port Reitz
Port Reitz è la zona dell'area di Mombasa (Kenya) in cui si trova l'Aeroporto Internazionale Moi un tempo chiamato Aeroporto di Port Reitz, secondo più grande del paese africano.